# Kroczewo
Kroczewo (prononciation : [krɔˈt͡ʂɛvɔ]) est un village polonais de la gmina de Załuski dans le powiat de Płońsk de la voïvodie de Mazovie dans le centre-est de la Pologne.
Il se situe à environ 4 kilomètres au sud-est de Załuski (siège de la gmina), 21 kilomètres au sud-est de Płońsk (siège du powiat) et à 42 kilomètres au nord-ouest de Varsovie (capitale de la Pologne).
Le village compte approximativement une population de 202 habitants en 2006.

## Histoire
De 1975 à 1998, le village appartenait administrativement à la voïvodie de Ciechanów.